# Säfflekanal
Der Säfflekanal ist ein rund 91 km langer Kanal in Schweden. Er verbindet den Vänern mit dem Glafsfjorden bei Arvika. Der Kanal führt an Nysäter vorbei nach Säffle an einer Bucht des Vänern. Dort befindet sich die einzige Schleuse, welche den Höhenunterschied von 0,65 m ausgleicht. Die Drehbrücke bei Nysäter begrenzt in geschlossenem Zustand die Durchfahrtshöhe auf 4,3 m, sonst sind es 16 m. Die Maximalabmessungen für Wasserfahrzeuge sind 42 m in der Länge und 7,5 m in der Breite bei einem Tiefgang von 3 m.
Zwischen 1835 und 1837 wurde der Säfflekanal gebaut und in den Jahren zwischen 1866 und 1970 ausgebaut. Die offizielle Einweihung fand am 11. Oktober 1837 durch König Karl XIV. in Säffle statt. Bis Mitte des 20. Jahrhunderts hatte der Kanal eine große wirtschaftliche Bedeutung für die Region. Heute hat er nur noch touristische Bedeutung.
Die meisten Reisen durch den Säfflekanal absolvierte das Frachtschiff Olof Trätälja von 1908 bis zum Dezember 1964 für den Zellstoffkonzern Billerud.

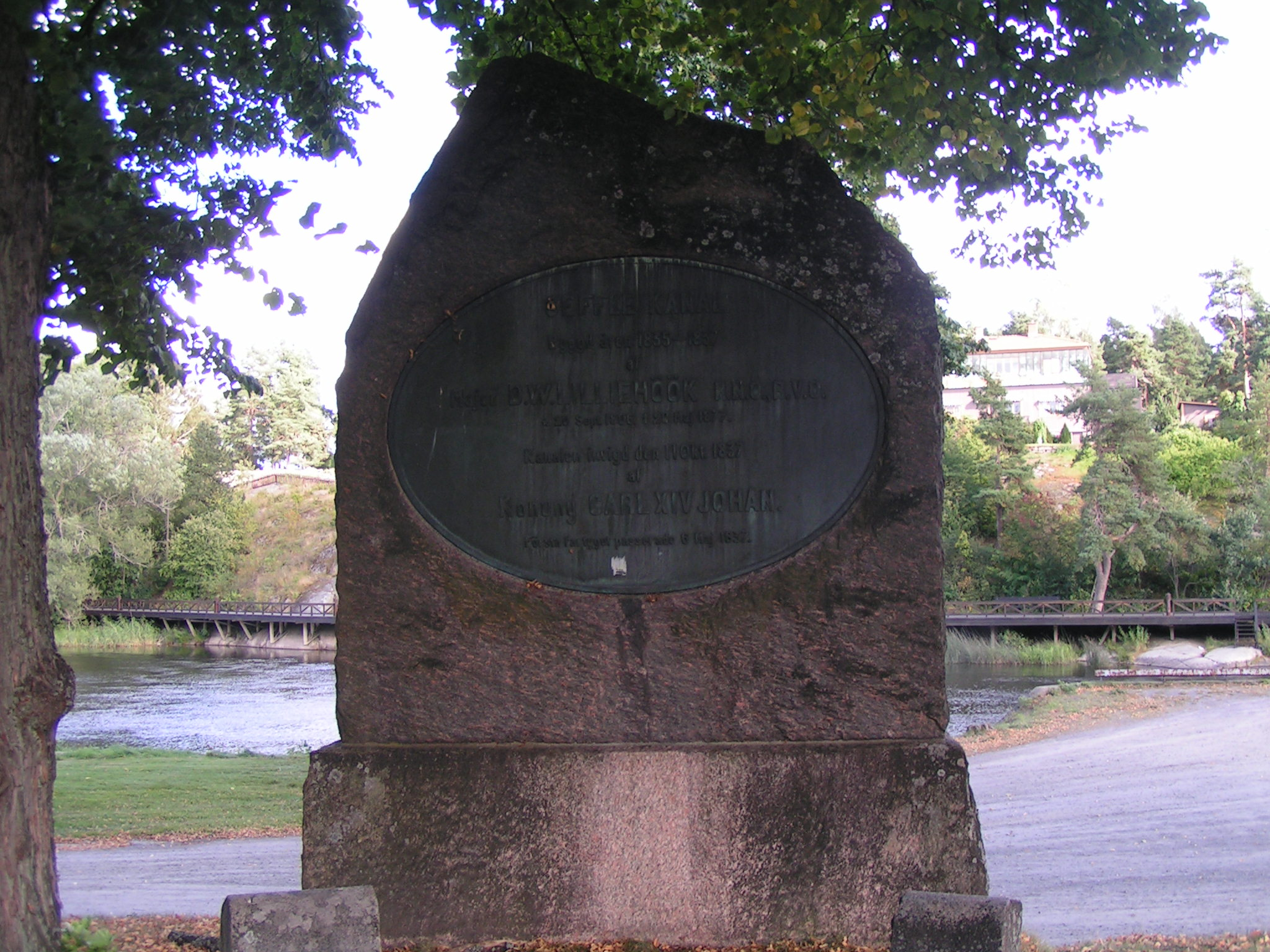
Gedenkstein zur Eröffnung des Säfflekanals in Säffle
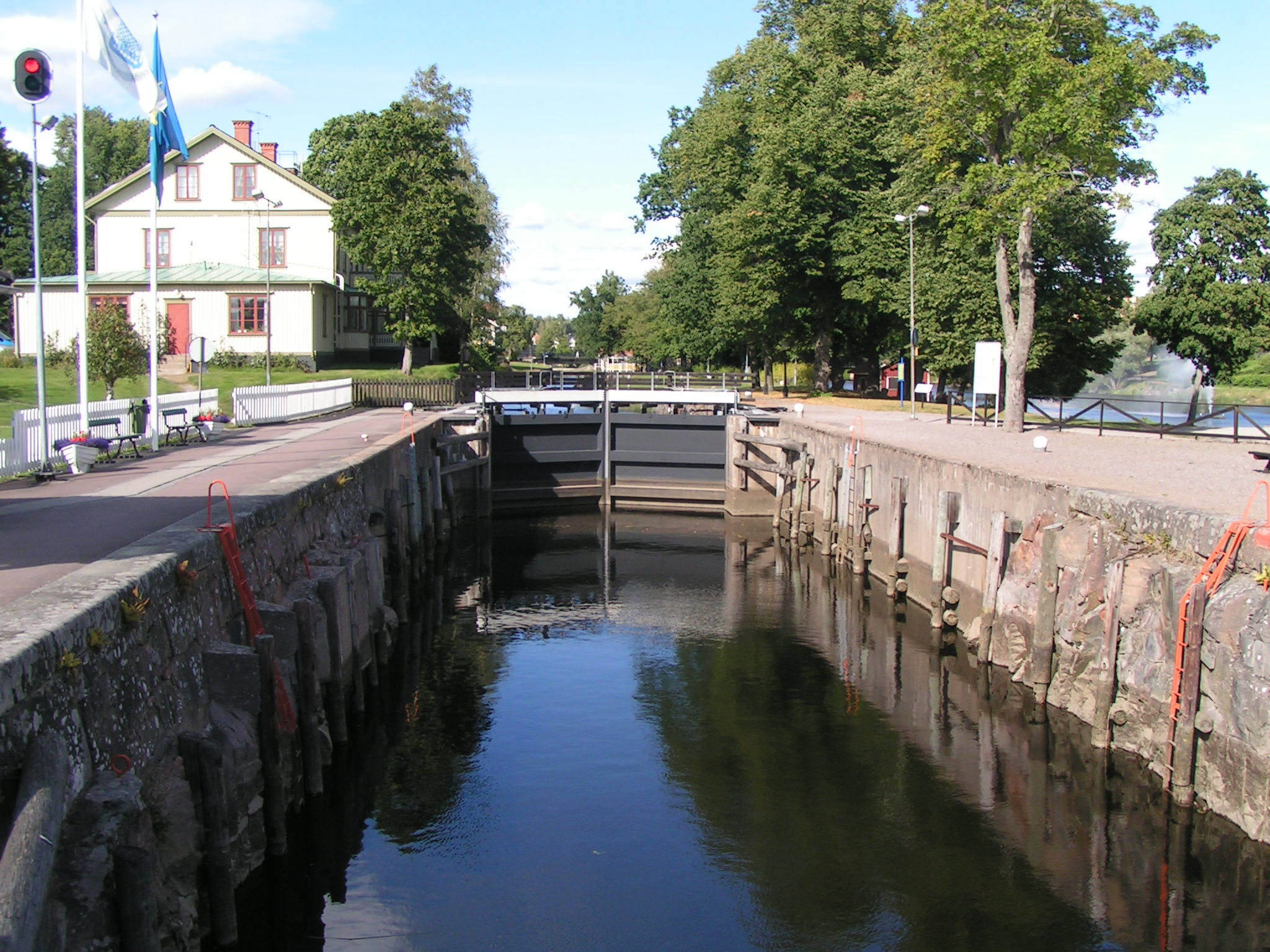
Die einzige Schleuse des Säfflekanals